# Mistrzostwa Świata Juniorów w Hokeju na Lodzie 2012
36. Mistrzostwa Świata Juniorów w Hokeju na Lodzie – turniej hokejowy, który odbył się od 26 grudnia 2011 do 5 stycznia 2012 w dwóch największych miastach kanadyjskiej prowincji Alberta, czyli Calgary i Edmonton. Mecze rozgrywane były w dwóch halach: Scotiabank Saddledome oraz Rexall Place. Były to pierwsze w historii mistrzostwa w tych miastach, zaś po raz dziesiąty zawodnicy tej kategorii wiekowej rozegrali turniej o mistrzostwo świata w Kanadzie. Poprzednio to państwo organizowało czempionat w 2010 roku.
Obrońcą tytułu mistrzowskiego była reprezentacja Rosji, którzy w 2011 roku w Buffalo pokonali reprezentację Kanady 5:3 .
Złoty medal zdobyli reprezentanci Szwecji pokonując w finale Rosjan 1:0 po dogrywce. Było to pierwsze zwycięstwo Małych koron w mistrzostwach świata od 31 lat.

## Elita
| Lp. | Drużyna           |
| --- | ----------------- |
|     | Szwecja           |
|     | Rosja             |
|     | Kanada            |
| 4   | Finlandia         |
| 5   | Czechy            |
| 6   | Słowacja          |
| 7   | Stany Zjednoczone |
| 8   | Szwajcaria        |
| 9   | Łotwa             |
| 10  | Dania             |

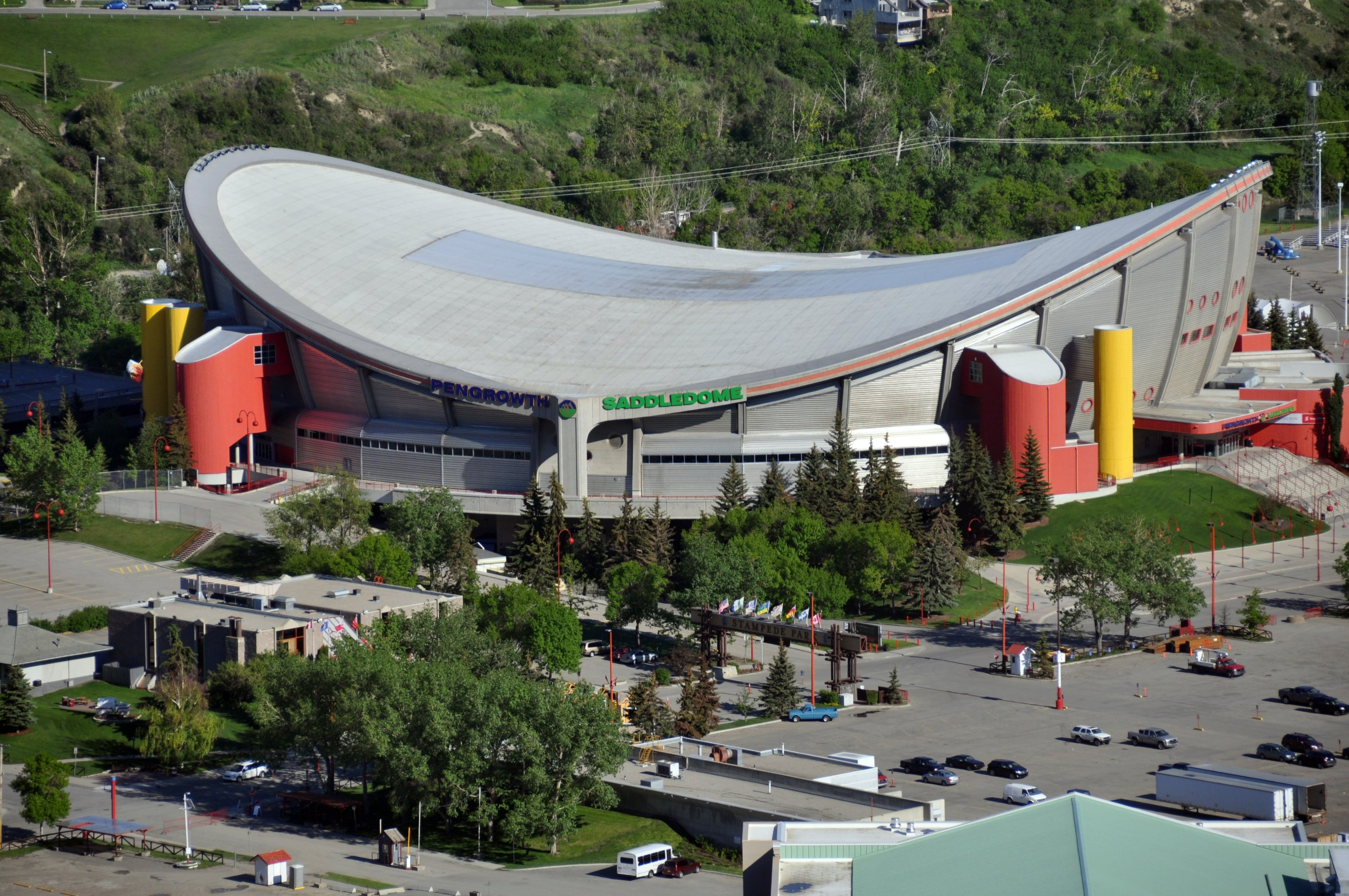
Scotiabank Saddledome

W tej części mistrzostw uczestniczyło 10 najlepszych drużyn na świecie. System rozgrywania meczów był inny niż w niższych dywizjach. Najpierw drużyny grały w dwóch grupach, każda po 5 drużyn. Z niej najlepsza bezpośrednio awansowała do półfinałów, a z miejsc drugich i trzecich, walczyły na krzyż między sobą o awans do finałowej czwórki. Najgorsze dwie drużyny każdej z grup walczyły w meczach między sobą o utrzymanie w elicie. Najgorsza drużyna spadła do pierwszej dywizji.
Mistrzostwa odbył się w Calgary i Edmonton. Finałowe spotkanie na mogącej pomieścić 19.289 osób hali Scotiabank Saddledome oraz w hali Rexall Place mogącej pomieścić 16.839 osób.
Meczem otwarcia w turnieju juniorów było spotkanie Finlandia - Kanada odbyło się ono 26 grudnia 2011 roku w Rexall Place. Mistrzostwo Świata Juniorów wywalczyła reprezentacja Szwecji, która pokonała 1:0 po dogrywce w finale zespół Rosji. Trzecie miejsce zajęła drużyna narodowa Kanady, która pokonała Finlandię 4:0.
Meczem otwarcia w turnieju juniorów było spotkanie Niemcy - Szwajcaria odbyło się ono 26 grudnia 2010 roku w HSBC Arena. Podczas mistrzostw strzelono 230 bramek. Najwięcej bo osiem strzelonych bramek zdobył Max Friberg, który został królem strzelców. W punktacji kanadyjskiej zwyciężył reprezentant Rosji Jewgienij Kuzniecow, który zdobył 13 punktów (6 bramki i 7 asyst). Zawodnik ten zdobył również tytuł MVP turnieju. Do piątki gwiazd zaliczono: na pozycji bramkarza reprezentant Czech - Mrázek, obrońców: Kanadyjczyka Gormleya i Szweda Klefboma, zaś wśród napastników: Rosjanin Kuzniecow, Szwed Friberg oraz Fin Mikael Granlund.

## Pierwsza dywizja
Grupa A
| Lp. | Drużyna         |
| --- | --------------- |
| 1   | Niemcy          |
| 2   | Białoruś        |
| 3   | Norwegia        |
| 4   | Słowenia        |
| 5   | Austria         |
| 6   | Wielka Brytania |

Grupa B
| Lp. | Drużyna    |
| --- | ---------- |
| 1   | Francja    |
| 2   | Kazachstan |
| 3   | Włochy     |
| 4   | Polska     |
| 5   | Chorwacja  |
| 6   | Japonia    |

W mistrzostwach drugiej dywizji uczestniczyło 12 zespołów, które zostały podzielone na dwie grupy po 6 zespołów. Rozegrały one mecze systemem każdy z każdym. Zwycięzcy turnieju grupy A awansował do mistrzostw świata elity w 2013 roku, zaś najsłabsza drużyna grupy B spadła do drugiej dywizji.
Grupa A mecze rozgrywała w Niemczech w Garmisch-Partenkirchen. Turniej odbył się w dniach 11 - 17 grudnia 2011 roku.
Grupa B mecze rozgrywała w Polsce w Tychach. Turniej odbył się w dniach 12 - 18 grudnia 2011 roku.

Mecze Polaków:
| 12 grudnia 2011 | Polska | 9:1 | Chorwacja | Stadion Zimowy, Tychy |

| Szczegóły      | Szczegóły | Szczegóły       | Szczegóły           | Szczegóły                                  |
| -------------- | --- | --------------- | ------------------- | ------------------------------------------ |
| Godzina: 20:00 | D. Kapica 14:57 (EQ) A. Domagała 16:36 (EQ) D. Kapica 19:38 (EQ) D. Kapica 29:08 (PP) K. Kalinowski 31:35 (PP) D. Kapica 35:41 (EQ) D. Kapica 39:57 (EQ) D. Kapica 45:32 (EQ) M. Pawelski 59:38 (EQ) | (3:0, 4:1, 2:0) | 39:35 (EQ) I. Lazic | Widzów: 1.800 Sędzia główny: Jacob Grumsen |

| 13 grudnia 2011 | Kazachstan | 2:0 | Polska | Stadion Zimowy, Tychy |

| Szczegóły      | Szczegóły                                     | Szczegóły       | Szczegóły | Szczegóły                                |
| -------------- | --------------------------------------------- | --------------- | --------- | ---------------------------------------- |
| Godzina: 20:00 | D. Kostarew 11:47 (PP) D. Kenbajew 54:18 (EQ) | (1:0, 0:0, 1:0) |           | Widzów: 1.800 Sędzia główny: Viki Trilar |

| 15 grudnia 2011 | Włochy | 4:2 | Polska | Stadion Zimowy, Tychy |

| Szczegóły      | Szczegóły | Szczegóły       | Szczegóły | Szczegóły                                      |
| -------------- | --------- | --------------- | --------- | ---------------------------------------------- |
| Godzina: 20:00 |           | (2:0, 1:1, 1:1) |           | Widzów: 2.000 Sędzia główny: Jewgienij Romasko |

| 16 grudnia 2011 | Japonia | 3:2 pd. | Polska | Stadion Zimowy, Tychy |

| Szczegóły      | Szczegóły | Szczegóły            | Szczegóły | Szczegóły                                     |
| -------------- | --------- | -------------------- | --------- | --------------------------------------------- |
| Godzina: 20:00 |           | (1:0, 1:1, 0:1, 1:0) |           | Widzów: 1.600 Sędzia główny: Per Gustav Solem |

| 18 grudnia 2011 | Polska | 3:2 | Francja | Stadion Zimowy, Tychy |

| Szczegóły      | Szczegóły                                                              | Szczegóły       | Szczegóły                                  | Szczegóły                                     |
| -------------- | ---------------------------------------------------------------------- | --------------- | ------------------------------------------ | --------------------------------------------- |
| Godzina: 20:00 | M. Wypasek 11:23 (EQ) K. Kalinowski 24:18 (EQ) Ł. Nalewajka 49:26 (EQ) | (1:0, 1:1, 1:1) | 24:18 (EQ) N. Abramov 59:57 (PP) A. Baazzi | Widzów: 2.000 Sędzia główny: Per Gustav Solem |

## Druga dywizja
Grupa A
| Lp. | Drużyna          |
| --- | ---------------- |
| 1   | Ukraina          |
| 2   | Litwa            |
| 3   | Węgry            |
| 4   | Hiszpania        |
| 5   | Holandia         |
| 6   | Korea Południowa |

Grupa B
| Lp. | Drużyna   |
| --- | --------- |
| 1   | Rumunia   |
| 2   | Estonia   |
| 3   | Serbia    |
| 4   | Belgia    |
| 5   | Australia |
| 6   | Meksyk    |

W mistrzostwach drugiej dywizji uczestniczyło 12 zespołów, które zostały podzielone na dwie grupy po 6 zespołów. Rozegrały one mecze systemem każdy z każdym. Zwycięzcy turnieju grupy A awansował do mistrzostw świata pierwszej dywizji w 2013 roku, zaś najsłabsza drużyna grupy B spadła do trzeciej dywizji.
Grupa A mecze rozgrywała na Ukrainie w Doniecku. Turniej odbył się w dniach 12 - 18 grudnia 2011 roku.
Grupa B mecze rozgrywała w stolicy Estonii - Tallinnie. Turniej odbył się w dniach 10 - 16 grudnia 2011 roku.

## Trzecia dywizja
| Lp. | Drużyna       |
| --- | ------------- |
| 1   | Islandia      |
| 2   | Chiny         |
| 3   | Nowa Zelandia |
| 4   | Bułgaria      |
| 5   | Turcja        |

W mistrzostwach trzeciej dywizji uczestniczyło 5 zespołów. Rozegrały one mecze systemem każdy z każdym. Zwycięzca turnieju awansowali do mistrzostw świata drugiej dywizji w 2013 roku.
Turniej rozegrany został w Dunedin Ice Stadium w nowozelandzkim Dunedin. Odbył się w dniach 17 - 22 stycznia 2012.